# Johann Christian Hoppenhaupt der Jüngere
Johann Christian Hoppenhaupt (* 16. August 1719 in Merseburg; † 26. März 1785 in Berlin; genannt der Jüngere, zur Unterscheidung von seinem älteren Bruder Johann Michael) war ein deutscher Zierratenbildhauer und Dekorateur, der am Stil des Friderizianischen Rokoko wesentlichen Anteil hatte.

## Leben
Der aus einer Baumeister- und Bildhauerfamilie stammende Johann Christian Hoppenhaupt war der Sohn des Fürstlich Sächsischen Hofbildhauers und Landbaumeisters Johann Michael Hoppenhaupt aus Merseburg und dessen Ehefrau Dorothea Catharina, geborene Hübner. Wie sein Vater und seine Brüder Johann Michael und Moritz Ehrenreich erlernte er einen kunsthandwerklichen Beruf und ließ sich zum Zieratenbildhauer ausbilden. 1740  folgten Johann Christian  und sein zehn Jahre älterer Bruder Johann Michael dem Ruf Friedrichs II. an den preußischen Hof, der zur Ausstattung seiner Schlösser allerlei nützliche, geschickte und brauchbare Leute, Manufacturies und Künstler suchte. Die ersten Jahre arbeiteten die Hoppenhaupts nach den Vorgaben des Oberintendanten der königlichen Schlösser und Gärten Georg Wenzeslaus von Knobelsdorff sowie des „Directeur des ornements“ Johann August Nahl. Als dieser Preußen 1746 wegen Arbeitsüberlastung fluchtartig verließ, erhielt Johann Christian Hoppenhaupt dessen Amt und Aufgaben.
Unter Nahl hatte er bereits bei den Umbauten im Potsdamer Stadtschloss mitgewirkt, die unter seiner Leitung noch weitere Jahre fortgesetzt wurden. Zudem übertrug ihm Friedrich II. wesentliche Teile der Holzbildhauerarbeiten im Sommerschloss Sanssouci, unter anderem den Wand- und Deckenschmuck im Arbeits- und Schlafzimmer 1746/47 sowie die vergoldeten Schnitzereien an Alkoven, Türen, Supraporten- und Spiegelrahmen in den anderen Räumen. Eine erste Baurechnung für geleistete Arbeiten im Sommerschloss ist mit dem Jahr 1746 datiert.
Seine Wand- und Deckenornamente finden sich ebenfalls in der 1747 erfolgten Raumausstattung der Wohnung Friedrichs II. im „Neuen Flügel“ des Berliner Schlosses Charlottenburg wieder und im Schloss Monbijou. Als Friedrich II. zwischen 1763 und 1769 das Gästeschloss Neues Palais im Park Sanssouci errichten ließ, war Hoppenhaupt der Jüngere wiederum in leitender Stellung beteiligt. Von ihm stammen die Dekorationsentwürfe für das königliche Schlaf- und Speisezimmer, die Obere Galerie und das Theater. Zudem fertigte er Wand- und Deckenentwürfe für die zwischen 1771 und 1775 umgebauten Neuen Kammern im Park Sanssouci.
Neben der Ausgestaltung der Schlossräume entwarf er Möbel und schuf Wachsmodelle für Goldschmiedearbeiten sowie für Porzellane der Königlichen Porzellan-Manufaktur Berlin. Nachweisbar ist ein 1772 geliefertes Modell für einen fünfteiligen Vasensatz. Weitere Arbeiten sind nicht dokumentiert, können ihm aber anhand seines Dekorationsstils an verschiedenen Gefäßen zugewiesen werden, die die KPM in den 1760er Jahren anfertigte.
Der Dekorationsstil von Johann Christian Hoppenhaupt zeichnet sich durch eine klar aufgebaute Gliederung der Ornamente aus, die er symmetrisch ausrichtete. In späterer Zeit setzte er auf die Wandflächen vorzugsweise bildnerischen Schmuck in naturalistischen Formen wie Blumen, Früchte, Tiere und Figuren, die er der Rocaille zufügte. Ein Beispiel ist das 1752/53 umgestaltete „Voltairezimmer“ im Schloss Sanssouci, in älteren Beschreibungen als „Blumenkammer“ bezeichnet, in dem er auf die gelblackierte Eichenholzvertäfelung der Wände reich bemalte, halbplastische Holzschnitzereien von Tieren, Pflanzen und Früchten setzte und sie mit C-förmig geschwungenen Rocaillen umrahmte.
Die Brüder Hoppenhaupt arbeiteten bei der Ausgestaltung der preußischen Schlösser eng zusammen. Die Ähnlichkeit ihres Dekorationsstils und fehlende Signaturen machen deshalb eine exakte Zuweisung der einzelnen Arbeiten oft schwierig und können vereinzelt nur anhand von Baurechnungen und Entwürfen dem jeweiligen Hoppenhaupt-Bruder zugewiesen werden.

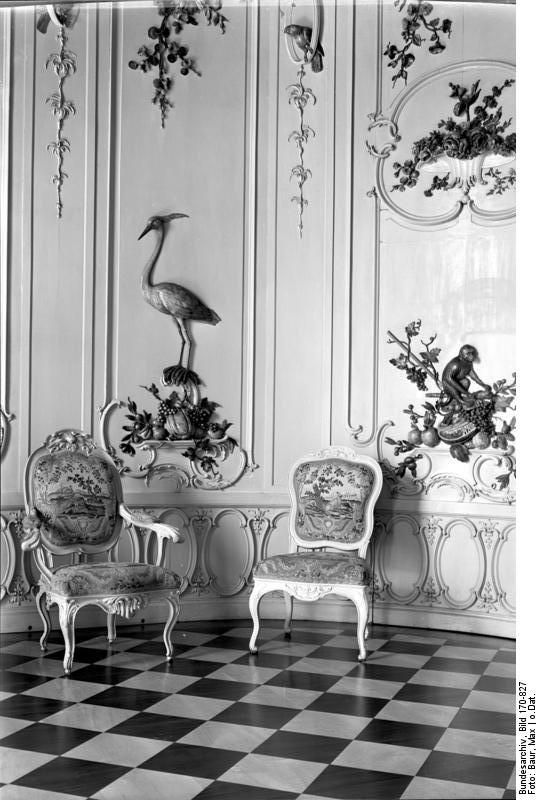
Wanddekoration im „Voltairezimmer“, Schloss Sanssouci
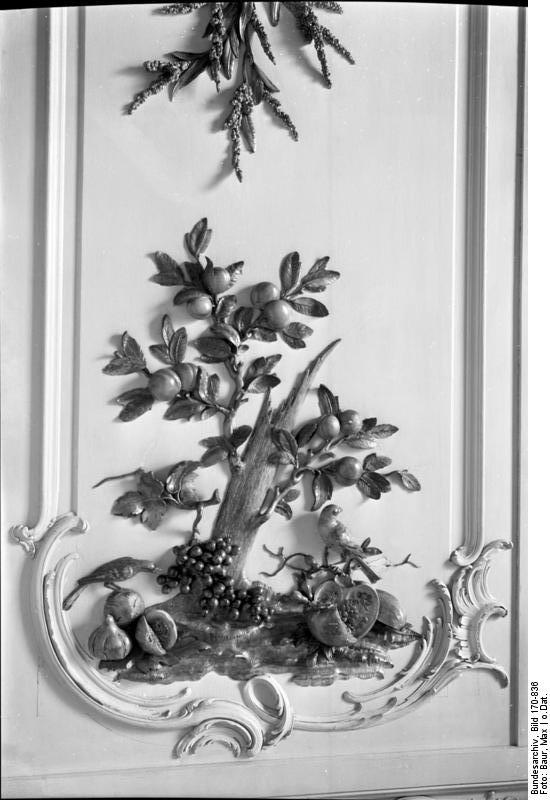
Ausschnitt der Wanddekoration im „Voltairezimmer“
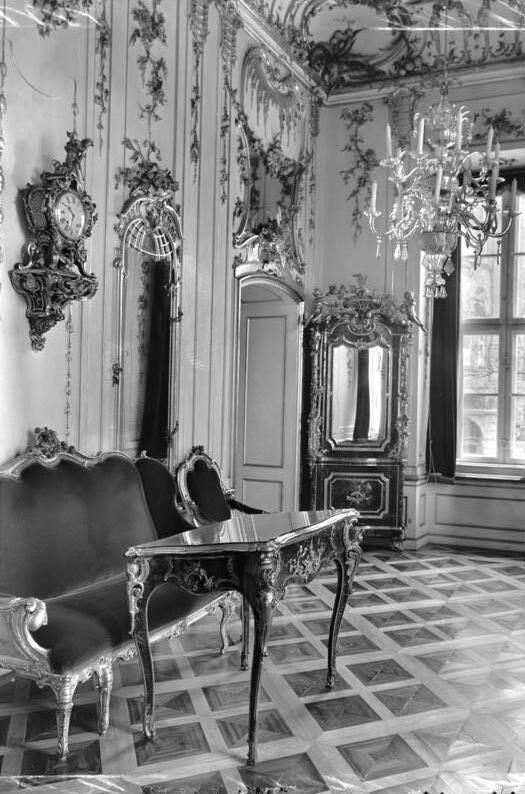
Von Hoppenhaupt entworfene Sitzmöbel (erhalten), geschnitzte Blumengehänge und Spiegelrahmen von 1755  im Schreibkabinett des Potsdamer Stadtschlosses (zerstört)
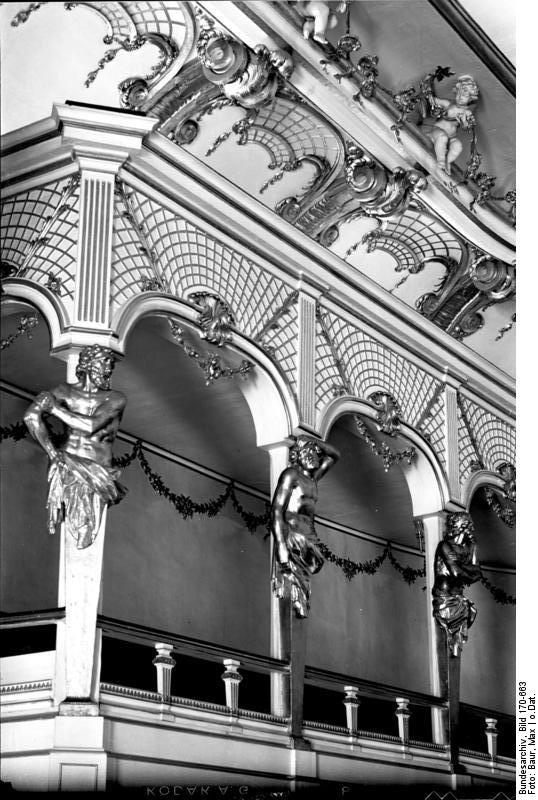
Ausschnitt der Innenausstattung des 1766 ausgestalteten Theaters im Neuen Palais